# Wauchula
Wauchula és una població dels Estats Units, seu del comtat de Hardee, a l'estat de Florida. Segons el cens del 2000 tenia 4.368 habitants.

## Demografia
Segons el cens del 2000, Wauchula tenia 4.368 habitants, 1.431 habitatges, i 985 famílies. La densitat de població era de 643,7 habitants/km².
Per edats la població es repartia de la següent manera: un 30,7% tenia menys de 18 anys, un 11,6% entre 18 i 24, un 26,9% entre 25 i 44, un 17,1% de 45 a 60 i un 13,7% 65 anys o més.
L'edat mitjana era de 30 anys. Per cada 100 dones de 18 o més anys hi havia 96,7 homes.
La renda mitjana per habitatge era de 25.931 $ i la renda mitjana per família de 29.943 $. Els homes tenien una renda mitjana de 19.129 $ mentre que les dones 15.867 $. La renda per capita de la població era de 10.665 $. Entorn del 19,9% de les famílies i el 25% de la població estaven per davall del llindar de pobresa.

## Poblacions més properes
El següent diagrama mostra les poblacions més properes.